# Cintura de avispa

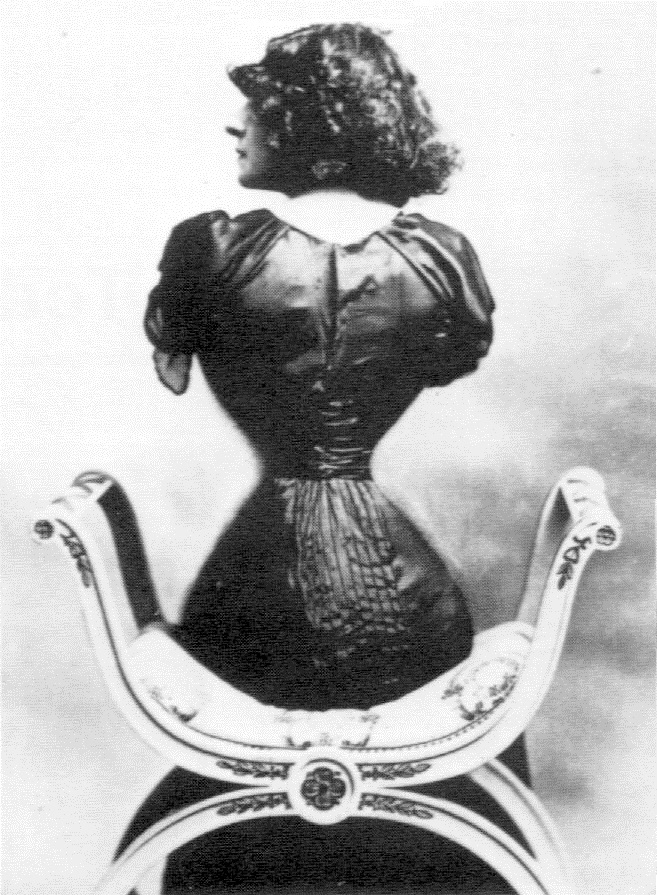
Polaire, actriz francesa famosa por su cintura de avispa.

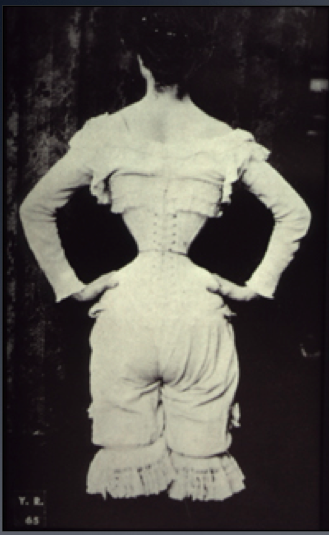
Fotografía (1890).

Cintura de avispa es una silueta de moda femenina, producida por un estilo de corsé y faja, que ha experimentado varios periodos de popularidad en los siglos XIX y XX. Su característica principal es la transición abrupta y exagerada de una caja torácica de anchura natural a una cintura extremadamente pequeña, con las caderas curvándose por debajo. Debe su nombre a su parecido con el cuerpo segmentado de una avispa. La cintura muy ceñida también exagera las caderas y el pecho.

## Historia
En el siglo XIX, mientras que las medidas medias de cintura con corsé oscilaban entre 23 a 31 pulgadas (58,4 a 78,7 cm), las medidas de cintura de avispa de 16 a 18 pulgadas (40,6 a 45,7 cm) eran poco comunes y no se consideraban atractivas. Las revistas femeninas hablaban de los efectos secundarios de los cordones apretados, proclamando que "si una dama se ata y ciñe, hasta tener sólo veintitrés pulgadas, y, en algunos casos, hasta tener sólo veintiuna pulgadas, debe hacerse a expensas de la comodidad, la salud y la felicidad. " La moda, en cambio, creaba la ilusión de una cintura pequeña, utilizando la proporción, la colocación de las rayas y el color. El retoque de fotografías se utilizaba a veces para crear la ilusión de una cintura de avispa.
El encaje extremadamente apretado (38,1-45,7 cm) fue una moda durante finales de la década de 1870 y la década de 1880, que terminó alrededor de 1887.

## Efectos sobre la salud
Entre la multitud de problemas médicos que sufrían las mujeres para alcanzar estas drásticas medidas se encontraban costillas deformadas, músculos abdominales debilitados, órganos internos deformados y dislocados, y dolencias respiratorias. El desplazamiento y la desfiguración de los órganos reproductores aumentaban enormemente el riesgo de aborto espontáneo y muerte materna.